# Сікамор (Кентуккі)
Сікамор (англ. Sycamore) — місто (англ. city) в США, в окрузі Джефферсон штату Кентуккі. Населення — 166 осіб (2020).

## Географія
Сікамор розташований за координатами 38°14′49″ пн. ш. 85°33′40″ зх. д. / 38.24694° пн. ш. 85.56111° зх. д. (38.246832, -85.561224).  За даними Бюро перепису населення США в 2010 році місто мало площу 0,04 км², уся площа — суходіл.

## Демографія
Згідно з переписом 2010 року, у місті мешкало 160 осіб у 88 домогосподарствах у складі 38 родин. Густота населення становила 3733 особи/км².  Було 90 помешкань (2100/км²).
Расовий склад населення:
| - 83,8 % — білих - 15,0 % — чорних або афроамериканців |

До двох чи більше рас належало 1,3 %. Частка іспаномовних становила 0,6 % від усіх жителів.
За віковим діапазоном населення розподілялося таким чином: 11,9 % — особи молодші 18 років, 61,2 % — особи у віці 18—64 років, 26,9 % — особи у віці 65 років та старші. Медіана віку мешканця становила 51,0 року. На 100 осіб жіночої статі у місті припадало 79,8 чоловіків;  на 100 жінок у віці від 18 років та старших — 78,5 чоловіків також старших 18 років.
Середній дохід на одне домашнє господарство  становив 93 451 долар США (медіана — 55 625), а середній дохід на одну сім'ю — 124 785 доларів (медіана — 59 375). За межею бідності перебувало 5,0 % осіб, у тому числі 4,8 % дітей у віці до 18 років та 0,0 % осіб у віці 65 років та старших.
Цивільне працевлаштоване населення становило 85 осіб. Основні галузі зайнятості: освіта, охорона здоров'я та соціальна допомога — 36,5 %, оптова торгівля — 11,8 %, мистецтво, розваги та відпочинок — 11,8 %.